# Diana (fàbrica)
Diana (fàbrica) va ser una editorial de rotlles de pianola amb seu central a Madrid i que també tingué una sucursal a Barcelona.
Segons un catàleg d'obres de Diana, editat per Cano y Álvarez Guerra a Madrid l'any 1919, aquests rotlles contenien totes les indicacions que tenia la partitura original dels compositors, facilitant així la interpretació musical amb la pianola.
L'explicació del funcionament dels rotlles de la marca Diana segons aquest catàleg és la següent: "aquests rotlles són de fabricació mecànica, els forats són resultat de convertir matemàticament el tempo que marca el metrònom en magnituds lineals. Tot el que un compositor ha creat en un pentagrama es reprodueix de manera automàtica amb els rotlles. Les pianoles tenen unes palanques i registres que permeten a l'intèrpret canviar o bé el tempo o les dinàmiques per minvar, justament, aquest efecte de so excessivament mecànic".

## Iconografia de l'etiqueta
La majoria d'etiquetes dels rotlles Diana tenen una il·lustració de color sèpia d'un home amb el tors nu, assegut amb dues timbales -cada una al costat de cada cama-, fent l'acció de tocar-les. Aquesta figura està dins un semicercle envoltat de detalls florals.